# Dann gibt es nur eins!

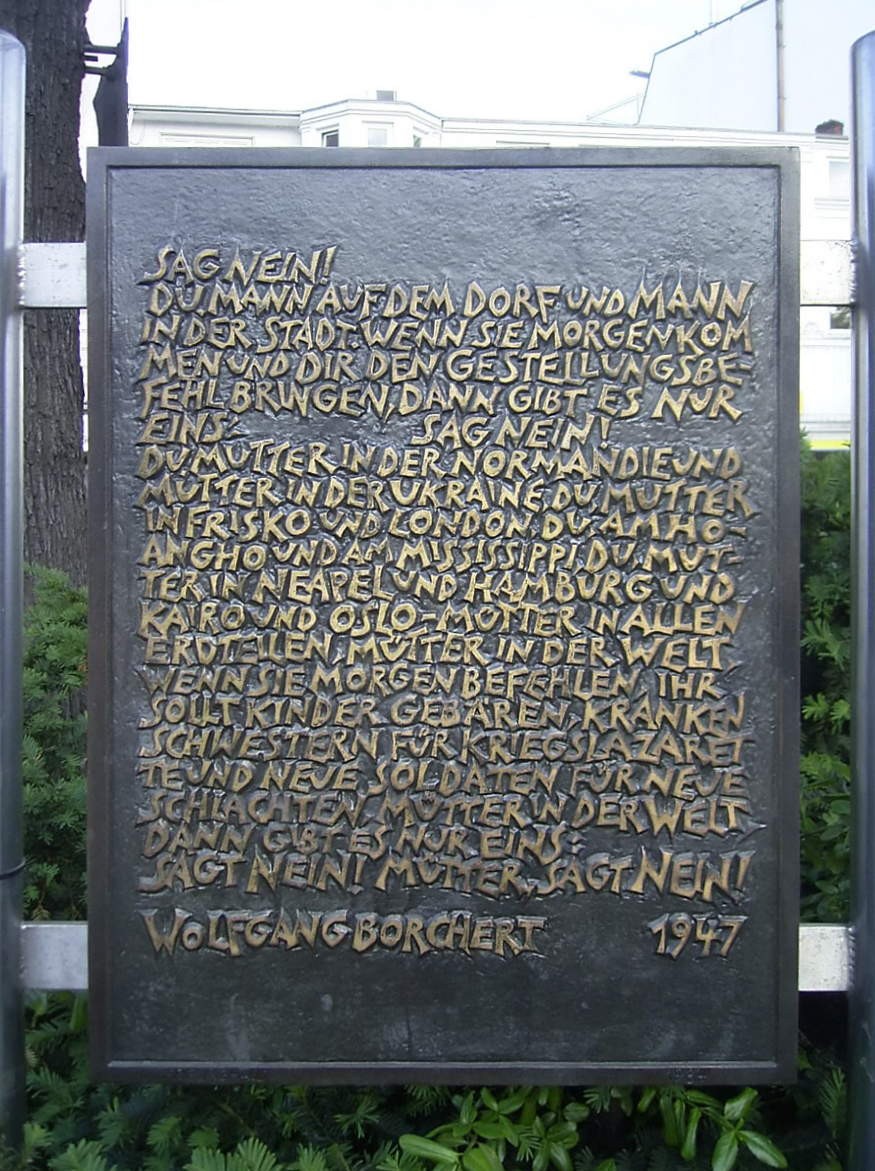
Textstelle aus Dann gibt es nur eins! auf einer Tafel am Eppendorfer Marktplatz in Hamburg-Eppendorf

Dann gibt es nur eins! ist einer der bekanntesten Prosatexte des deutschen Schriftstellers Wolfgang Borchert. Er entstand als seine letzte Arbeit wenige Wochen vor seinem Tod am 20. November 1947 und wurde an Borcherts Todestag das erste Mal im Rundfunk vorgetragen. Der nachgelassene Text gilt als Borcherts Vermächtnis, in dem der Schriftsteller noch einmal den Krieg als beherrschendes Motiv seines Werkes thematisierte und seine Mitmenschen in der Form eines Manifests aufforderte, die Teilnahme an künftigen Kriegen zu verweigern. Die wiederkehrende Aufforderung Sag Nein! wurde zu einem viel zitierten Motto in der Friedensbewegung und gilt häufig auch als Titel des Prosatextes.

## Inhalt
Der Text beginnt mit folgenden Zeilen:

„Du. Mann an der Maschine und
Mann in der Werkstatt. Wenn sie dir morgen befehlen, du sollst keine
Wasserrohre und keine Kochtöpfe mehr machen – sondern Stahlhelme und
Maschinengewehre, dann gibt es nur eins: Sag NEIN!“

Es folgen 12 weitere Aufrufe an das „Mädchen hinterm Ladentisch und Mädchen im Büro“, den „Besitzer der Fabrik“, den „Forscher im Laboratorium“, den „Dichter in deiner Stube“, den „Arzt am Krankenbett“, den „Pfarrer auf der Kanzel“, den „Kapitän auf dem Dampfer“, den „Pilot auf dem Flugfeld“, den „Schneider auf deinem Brett“, den „Richter im Talar“, den „Mann auf dem Bahnhof“ und den „Mann auf dem Dorf und Mann in der Stadt“, die ebenfalls mit der Aufforderung „Sag NEIN!“ enden, ehe der umfangreichste Aufruf an die Mütter der ganzen Welt mit dem Übergang schließt:

„Sagt NEIN! Mütter, sagt NEIN!
Denn wenn ihr nicht NEIN sagt, wenn IHR nicht nein sagt, Mütter, dann:“

An dieser Stelle wechselt der Text in die Beschreibung eines apokalyptischen Nachkriegszustands einer Welt ohne Menschen, durch die ein letzter, tödlich verletzter Mensch irrt, dessen Frage nach dem Warum von niemandem mehr gehört und beantwortet wird. Der Text endet mit den Worten:

„all dieses wird eintreffen, morgen, morgen vielleicht, vielleicht heute nacht schon, vielleicht heute nacht, wenn –– , wenn –– wenn ihr nicht NEIN sagt.“

## Form
Der schottische Germanist und ehemalige Vorsitzende der Internationalen Wolfgang-Borchert-Gesellschaft Gordon J. A. Burgess klassifizierte Dann gibt es nur eins! als einen Prosatext, der nicht mehr als Kurzgeschichte oder Erzählung zu bezeichnen sei, sondern als ein Manifest. Er zerfällt in zwei unterschiedliche Teile. Im ersten Teil werden 14 Personengruppen in einem wiederholten Rhythmus, mit variierendem Inhalt angesprochen, wobei die Mahnung stets die gleiche Einleitung „Wenn sie dir morgen befehlen, du sollst …“ und den gleichen abschließenden Aufruf „Sag NEIN!“ besitzt. Der zweite Teil nimmt einen Tempowechsel vor und schließt mit einem über eineinhalb Druckseiten hinweg laufenden, sich steigernden Satz. Burgess nannte den Text einen im Wortsinne dramatischen Text, ein „Worttheater“, in dem der „hämmernde Stakkato-Rhythmus“ des ersten Teils mit einem „steigenden Crescendo“ des zweiten Teils kontrastiere. Sowohl sprachlich wie thematisch sei der Text eine Apotheose von Borcherts Stilmitteln, in der sich „Bilder und Assonanzen, Neubildungen und Alliterationen“ vereinen. Obwohl sich die Sprache anfänglich durch „täuschend einfache Geschliffenheit“ auszeichne, werde man bei genauerer Untersuchung ihrer „Präzision und der expressiven Kraft“, die ihr innewohne, gewahr.

## Entstehungsgeschichte

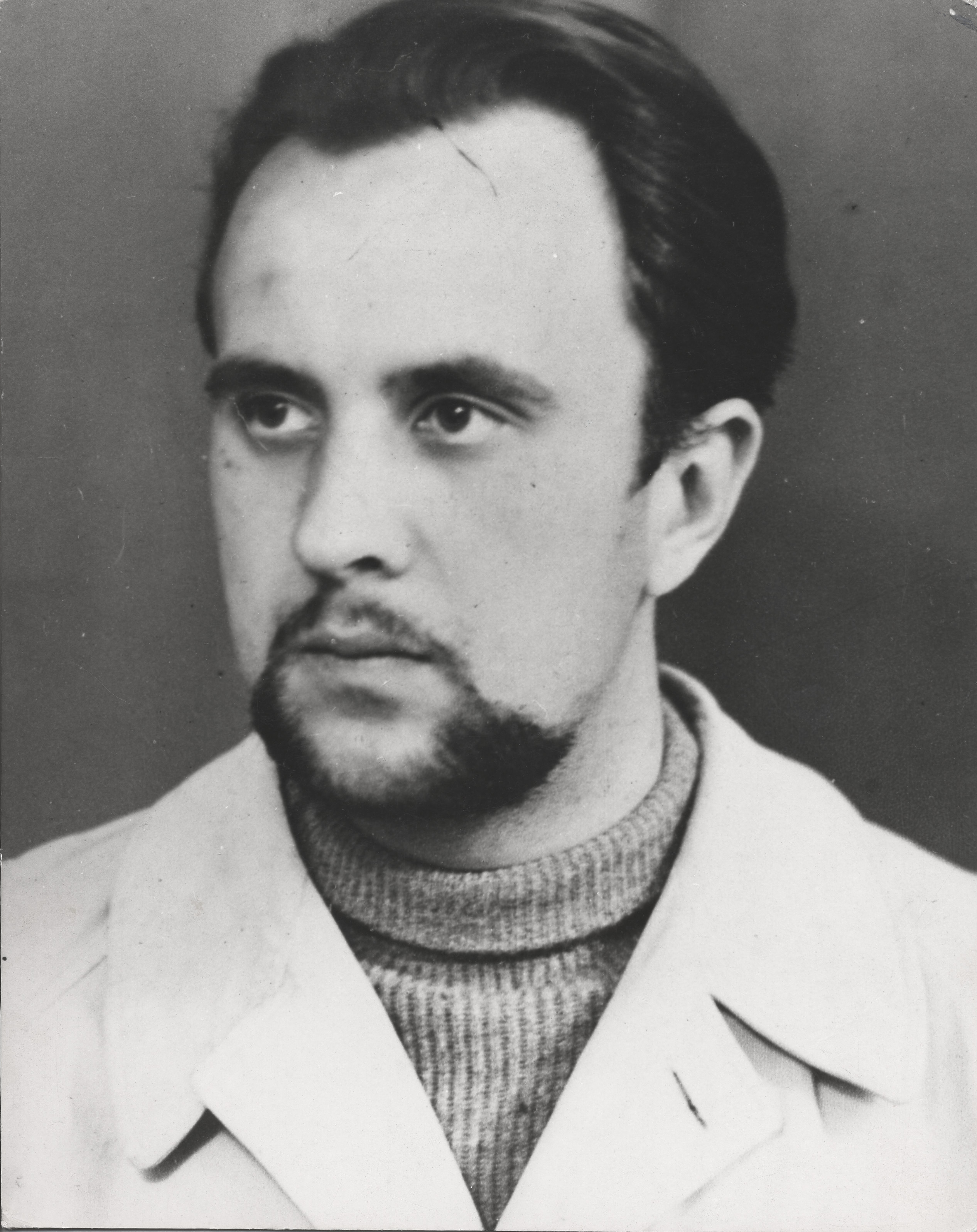
Wolfgang Borchert, 1945

Dann gibt es nur eins! ist die einzige Arbeit Borcherts, die nach dem 22. September 1947 entstand, dem Zeitpunkt seiner Abreise zu einem Kuraufenthalt ins Basler St.-Clara-Spital, in dem er zwei Monate später infolge einer Lebererkrankung verstarb. Der genaue Entstehungszeitpunkt des Textes ist unbekannt. Laut Bernhard Meyer-Marwitz, einem Freund und Verleger Borcherts, entstand die Prosaarbeit „wenige Tage vor seinem Tode“. Peter Rühmkorf datierte das Manuskript auf den Oktober 1947.
Aus Sicht Kåre Eirek Gullvågs ahnte Borchert, dass er für das Verfassen von Dann gibt es nur eins! „wenig Zeit hatte, daß er sich befleißigen mußte, kurz, klar und einfach zu schreiben.“ Auch Marianne Schmidt sprach von einem „Klar-Text“, der in seiner direkten Anrede an den Leser, in seiner Ungeduld und Eindringlichkeit ein eher untypischer Text für Borchert gewesen sei. Zwei Nachkriegserfahrungen hätten ihm bis in seinem letzten Text keine Ruhe gelassen: der Atombombenabwurf auf Hiroshima, der sich im Bild der Vernichtung und Verwüstung im zweiten Teil des Textes widerspiegele, und die Gleichgültigkeit seiner Mitmenschen, über die er sich wenige Monate vor seinem Tod in einem Brief beklagte: „Diese entsetzliche Indolenz ist wahrscheinlich unser größter Feind.“
Das im Wolfgang-Borchert-Archiv aufbewahrte Manuskript zeigt wenig Überarbeitungen. So wurde das ursprüngliche „Wenn sie dir morgen sagen“ durch ein „befehlen“ abgelöst. Den handschriftlichen Zeilen ist vorangestellt, dass Borchert den Text ursprünglich als Prolog zu einem Hörspiel Axel Eggebrechts geplant hatte, das allerdings nicht entstand. Im Manuskript finden sich auch Regieanweisungen für die Hörspielproduktion, die den Text am Ende in einem Trommelwirbel abbrechen lassen sollten, worauf eine nüchterne Ansagerstimme den Text verlas: „Morgen beginnt in London die Außenministerkonferenz.“  Zur ersten öffentlichen Lesung des Prosastücks kam es an Borcherts Todestag, dem 20. November 1947, als Hans Quest den Text im Nordwestdeutschen Rundfunk vortrug. In schriftlicher Form erschien er zum ersten Mal am 5. Dezember 1947 im Hamburger Echo unter dem Titel Sag Nein zum Kriege. 1949 wurde Dann gibt es nur eins! ins vom Rowohlt Verlag veröffentlichte Gesamtwerk Wolfgang Borcherts aufgenommen.

## Rezeption

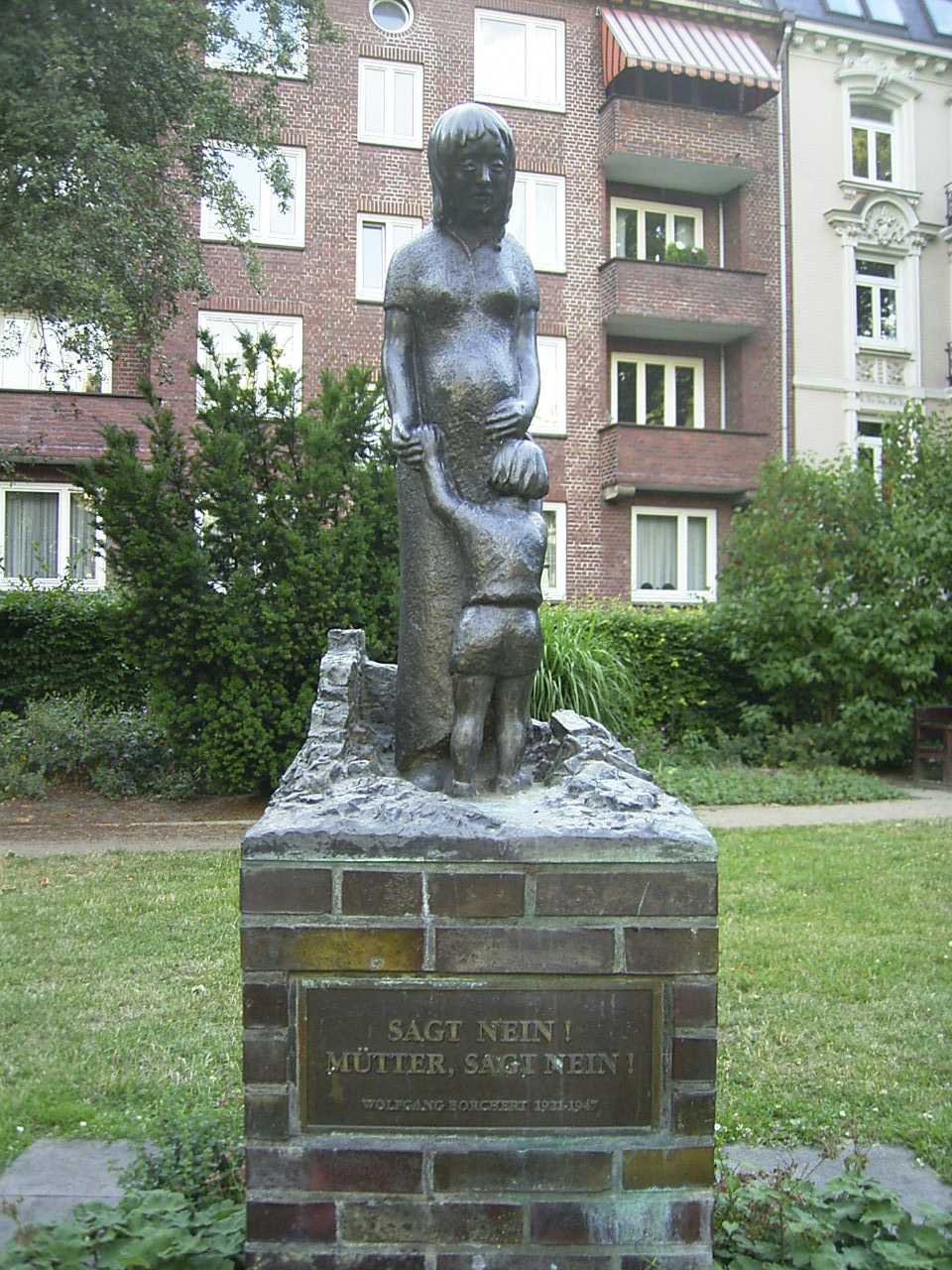
Wolfgang-Borchert-Denkmal an der Eppendorfer Landstraße in Hamburg-Eppendorf mit einer Textstelle aus Dann gibt es nur eins!

Bernhard Meyer-Marwitz gab in Borcherts Gesamtwerk die Form der Aufnahme vor, die Borcherts Text später begleitete. Er fügte dem Titel des ursprünglichen Manuskripts Dann gibt es nur eins ein zusätzliches Ausrufezeichen an und stellte den Text ans Ende des Buches, wo er wie ein Testament Borcherts wirkte. In der Einleitung zu den nachgelassenen Erzählungen unterstrich Meyer-Marwitz, der kurz vor Borcherts Tod entstandene Text sei sein „Vermächtnis an Europa und die Menschheit“. Im Nachwort fügte er hinzu: „Das waren die letzten Worte, die Borchert in seinem Leben schrieb. In ihnen erschöpfte sich seine letzte Kraft. Nach diesem ‚NEIN!‘ konnte er endlich zurücksinken in die letzte Ruhe.“
Spätere Rezensenten schlossen sich der Sicht auf den Text als Borcherts Testament an. So hatte Dann gibt es nur eins! für Claus B. Schröder etwas „von einem Letzten Willen, von einer Konsequenz aus allem Gedachten und Geschriebenen.“ Peter Rühmkorf sah in dem Text „das abschließende Vermächtnis eines jungen Dichters, der niemals mit dem großen Haufen paktierte, nicht mit dem opportunistischen Durchschnitt und nicht mit der Macht vom Dienst“, die „letzte Apologie des Neinsagers, des Sondergängers, des Befehlsverweigerers.“
Gordon J. A. Burgess wies darauf hin, dass die Sprache des Textes erst voll zur Geltung komme, wenn sie gelesen werde. Borcherts Manifest sei eine „sprachliche und akustische sowie inhaltliche tour-de-force“ und ließe Leser wie Zuhörer am Ende „tief beeindruckt“ zurück, worauf er urteilte: „Wenn Borcherts Werk noch einen Platz in der heutigen Welt hat, dann doch wohl diesen: als leidenschaftliche und bleibende Mahnung und Warnung vor der Unmenschlichkeit der Menschheit.“ Für Brigitte Helbling unterläuft allerdings im zweiten Teil „in ihrer lyrischen Wortgewalt […] die Endzeitvision den Schrecken, den sie wecken soll.“ Der Text eigne sich durch die „Kehrtwende zum Expressionismus“ nicht wirklich als das Antikriegsmanifest, zu dem er oft stilisiert werde. Alexandre Marius de Sterio sah Borcherts Appell geprägt „von einem fast naiv-gläubigen Vertrauen in das Individuum“. Er werde damit in Verkennung der sozialen Wirklichkeit eine „hoffnungsvolle optimistische Illusion des bürgerlichen Humanismus“, womit Borchert „in einer Gesellschaft, deren Widersprüche er ahnt, aber nicht versteht, bei den meisten kein Gehör finden kann.“

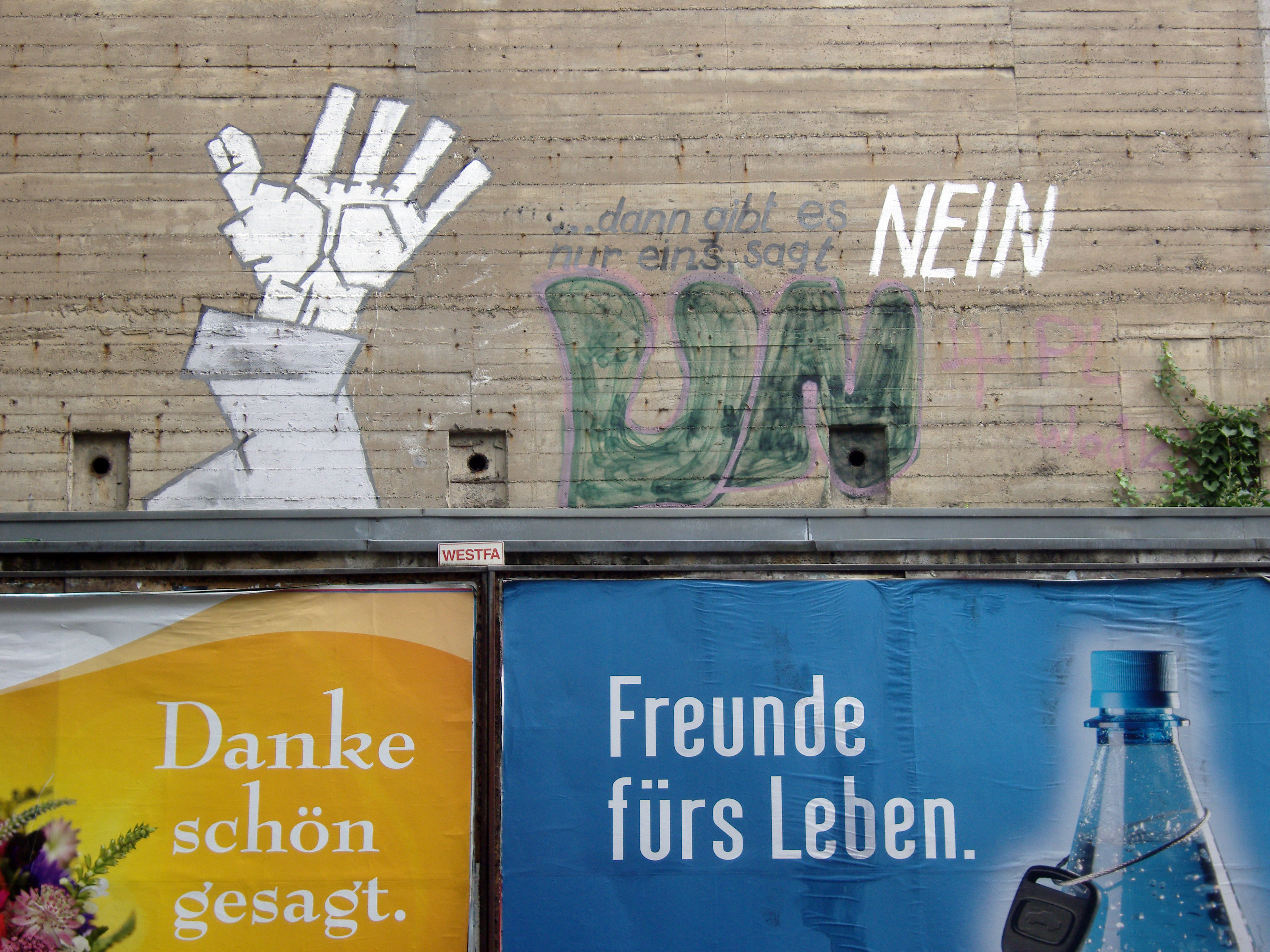
Graffiti von Klaus Paier in Aachen

Doch gerade der Appell Dann gibt es nur eins! wurde unter Borcherts Werken besonders populär und vielfach zitiert. Michael Töteberg sprach im Nachwort der Neuausgabe des Gesamtwerks vom „bekanntesten Text Borcherts“. Rainer Kunad beendete seine Oper Bill Brook nach der gleichnamigen Erzählung Borcherts mit Passagen aus Dann gibt es nur eins! Borcherts Text wurde (oft auf seinen ersten Teil verkürzt) auch in politischen Auseinandersetzungen eingesetzt. Die Aufforderung Sag nein! wurde zu einem Motto der Kriegsdienstverweigerung in Deutschland wie der Friedensbewegung und fand sich später auch in den Protesten gegen den Golfkrieg wieder. Hanns Dieter Hüsch trug den Text 1981 als „Gelöbnistext“ von Kriegsdienstverweigerern in Darmstadt vor, 1983 deklamierte ihn Ida Ehre vor 25.000 Menschen im St.-Pauli-Stadion in Hamburg. Im Stile von Borcherts Text schrieb Konstantin Wecker 1993 ein Protestlied namens Sage Nein! Auch im 21. Jahrhundert wird Borcherts Dann gibt es nur eins! weiterhin auf Friedenskundgebungen und Ostermärschen verlesen. Wie sehr Wolfgang Borchert gerade mit seinem letzten Text identifiziert wurde und wird, deuten auch die Erinnerungsstätten an, die Borchert in seiner Heimatstadt Hamburg gewidmet sind: von drei Denkmälern beziehen sich zwei explizit auf Dann gibt es nur eins!

## Ausgaben
- Wolfgang Borchert: Das Gesamtwerk. Rowohlt, Reinbek 1986, ISBN 3-498-09027-5, S. 318–321.
- Wolfgang Borchert: Das Gesamtwerk. Erweiterte und revidierte Neuausgabe. Rowohlt, Reinbek 2007, ISBN 978-3-498-00652-5, S. 527–530.